# Globoconusidae
Globoconusidae es una familia de foraminíferos planctónicos de la superfamilia Heterohelicoidea, del suborden Globigerinina y del orden Globigerinida. Su rango cronoestratigráfico abarca el Daniense (Paleoceno inferior).

## Discusión
Clasificaciones previas incluían los taxones de Globoconusidae en la familia Guembelitriidae y en la superfamilia Heterohelicoidea. Clasificaciones más recientes han incluido Globoconusidae en la familia Globoconusoidea, y como es un descendiente de guembelítridos, debiera asignarse al orden Heterohelicida.

## Clasificación
Globoconusidae incluye a los siguientes géneros:
- Globoconusa †, también considerado en la familia Guembelitriidae
- Trochoguembelitria †, también considerado en la familia Guembelitriidae

Otros géneros considerados en Guembelitriidae son:
- Globastica †, considerado un sinónimo posterior de Globoconusa
- Postrugoglobigerina †, considerado un sinónimo posterior de Parvularugoglobigerina